# Březinka (přírodní památka)
Přírodní památka Březinka se rozkládá východně od Náchoda, východní část území je ohraničena česko-polskou státní hranicí. Předmětem ochrany jsou extenzivní sečené louky nížin až podhůří a bučiny asociace Luzulo-Fagetum, asociace Asperulo-Fagetum a smíšených jasanovo-olšových lužních lesů temperátní a boreální Evropy. Území je rovněž stejnojmennou evropsky významnou lokalitou. Nachází se zde několik pěchotních srubů, nejznámějším z nich je zrekonstruovaný pěchotní srub N-S 82 Březinka.

## Fauna a flóra
Území je hodnotné jak z hlediska výskytu chráněných živočišných druhů (zejména v prostoru Běloveského lomu), tak i z hlediska výskytu chráněných druhů rostlin. Vyskytují se zde například ropucha obecná (Bufo bufo), užovka obojková (Natrix natrix), ještěrka obecná (Lacerta agilis), ještěrka živorodá (Zootoca vivipara), skokan zelený (Rana esculenta), čolek horský (Mesotriton alpestris), čolek obecný (Lissotriton vulgaris), čolek velký (Triturus cristatus), chřástal polní (Crex crex), modrásek bahenní (Maculinea nausithous), ďáblík bahenní (Calla palustris), plavín štítnatý (Nymphoides peltata), řezan pilolistý (Stratiotes aloides), prustka obecná (Hippuris vulgaris), bledule jarní (Leucojum vernum), vemeník zelenavý (Platanhera chlorantha), upolín evropský (Trollius altissimus) a další.